# Finale della Coppa UEFA 1976-1977
La finale della 6ª edizione della Coppa UEFA fu disputata in gara di andata e ritorno tra Juventus e Athletic Bilbao.
Il 4 maggio 1977 la partita di andata allo stadio Comunale di Torino, arbitrata dall'olandese Charles Corver, terminò 1-0 per i bianconeri. La gara di ritorno, giocata al San Mamés di Bilbao il 18 maggio e arbitrata dall'austriaco Erich Linemayr, si concluse 2-1 in favore dei baschi che uscirono comunque sconfitti a causa della regola dei gol fuori casa.
Questo è l'unico trofeo vinto da una squadra italiana in una competizione ufficiale internazionale con un organico composto interamente da calciatori oriundi del proprio paese d'origine, oltreché il primo trionfo confederale per la Juventus e, più in generale, il primo successo di una squadra italiana e dell'Europa meridionale nella competizione.

## Le squadre
| Squadre         | Partecipazioni precedenti (il grassetto indica la vittoria) |
| --------------- | ----------------------------------------------------------- |
| Juventus        | Nessuna                                                     |
| Athletic Bilbao | Nessuna                                                     |

## Il cammino verso la finale

Juventus e AEK scendono in campo il 6 aprile 1977 al Comunale di Torino per la semifinale di andata

La Juventus di Giovanni Trapattoni iniziò il suo cammino europeo ribaltando al Comunale, con il risultato di 2-0, la sconfitta dell'andata a Maine Road contro gli inglesi del Manchester City. Nel turno successivo i Bianconeri si ritrovarono contrapposti a un'altra squadra mancuniana, il Manchester Utd, e anche stavolta con il netto 3-0 di Torino ribaltarono la sconfitta di misura patita in precedenza all'Old Trafford. Agli ottavi di finale i piemontesi misero in cassaforte il passaggio del turno già nella partita di andata contro lo Šachtar di Donetsk, per poi eliminare con un complessivo 4-1 i tedeschi orientali del Magdeburgo nei quarti. L'ultimo ostacolo per la finale fu rappresentato dai greci dell'AEK Atene, sconfitti da Madama sia all'andata sia al ritorno con un risultato aggregato di 5-1.
L'Athletic Bilbao di Koldo Aguirre esordì nella manifestazione vincendo facilmente 5-0 il retour match contro l'Újpest di Budapest. I baschi sfruttarono poi il fattore campo per avere la meglio degli svizzeri del Basilea, vincendo al San Mamés per 3-1. Nei turni seguenti i Rojiblancos ebbero la meglio di due più blasonate rivali: agli ottavi di finale eliminarono gli italiani del Milan, con una larga vittoria 4-1 all'andata che si rivelò decisiva, ai fini della sconfitta thrilling 1-3 nel ritorno a San Siro (coi baschi qualificati solo grazie a un calcio di rigore trasformato a due minuti dal termine); ai quarti ci fu invece uno scontro tutto spagnolo con il Barcellona, superato a Bilbao 2-1 per poi uscire indenni dal Camp Nou con un pareggio 2-2. Nell'ultimo turno prima della finale, i Leones sfruttarono la regola dei gol fuori casa in virtù del pareggio esterno 1-1 contro una delle rivelazioni dell'edizione, il RWD Molenbeek di Bruxelles.

## Le partite
Per la Juventus, già finalista nell'ultima edizione di quella Coppa delle Fiere che dall'anno successivo sarebbe stata sostituita proprio dalla Coppa UEFA, si trattava della terza finale assoluta in competizioni confederali, dopo quelle di Coppa dei Campioni e Intercontinentale perse entrambe nel 1973. Dall'altra parte l'Athletic Bilbao — formazione all'epoca nota anche in campo extrasportivo, per il sostegno alla causa indipendentista basca nonché per l'opposizione verso un franchismo ormai al tramonto —, già finalista nella Coppa Latina 1956, era al suo debutto assoluto in una finale gestita dell'UEFA.
Quella dell'edizione 1976-1977 fu inoltre la prima finale, nella storia della competizione, disputata da due squadre provenienti dall'Europa meridionale.

### Andata

Lo juventino Tardelli batte il portiere basco Iribar e segna l'1-0 con cui si chiuse il match di andata a Torino.

Nella partita di andata, giocata il 4 maggio 1977 al Comunale di Torino, i favoriti padroni di casa (che dovevano sfatare il sortilegio che li aveva visti fin lì sempre sconfitti nelle finali europee) passarono in vantaggio poco prima del quarto d'ora con Tardelli, il quale su cross di Scirea fu autore di uno strano colpo di testa in avvitamento, generando un pallonetto che mise fuori causa l'estremo difensore e capitano basco Iribar. Per il resto della gara, gli uomini di Trapattoni provarono quindi a incrementare il parziale, ma gli ospiti, molto arcigni e compatti, riuscirono a mantenere il minimo scarto — comunque giudicato un positivo risultato, dal loro punto di vista.
Al fischio finale, l'1-0 lasciò così aperte possibilità di vittoria a entrambe le formazioni, e soprattutto qualche recriminazione da parte bianconera per le tante occasioni sciupate sottorete.

### Ritorno
Al ritorno, il 18 dello stesso mese a Bilbao, com'era stato per tutta la competizione i baschi cercarono di approfittare del fattore campo, sospinti dalla bolgia di un infuocato e ostile (al pubblico italiano) San Mamés. Il gioco ormai collaudato della Juventus sbloccò però il risultato già al 7', quando dagli sviluppi di una rimessa laterale, un traversone di Tardelli pescò a centro area Bettega, il quale con un colpo di testa in tuffo aprì le marcature. Il vantaggio acquisito portò forse i torinesi a una fase di rilassamento, dato che l'Athletic Bilbao pareggiò dopo appena cinque minuti con un tiro al volo di Irureta al termine di un'insistita sortita offensiva dei baschi, per l'1-1 con cui si andò negli spogliatoi all'intervallo.
Nel secondo tempo, giocato sotto una fitta pioggia, i padroni di casa aumentarono ancor più il loro forcing, finché al 78', su azione di calcio d'angolo, Carlos trovò di testa il 2-1 per i padroni di casa. Da qui al 90' gli uomini di Aguirre cercarono a più riprese il terzo gol (che avrebbe dato loro la coppa), ma la squadra juventina, seppur costretta tutta in difesa dall'assedio basco, fece «muro» attorno a Zoff, sicché al triplice fischio dell'arbitro si aggiudicò il primo trofeo confederale della sua storia grazie alla regola dei gol fuori casa, diventando anche il primo club italiano e, più in generale, dell'Europa meridionale, a laurearsi campione; inoltre, rimane tuttora questa l'unica affermazione internazionale che la Juventus, e più in generale un club italiano, conseguì con un organico composto interamente da calciatori nazionali.

## Tabellini

### Andata
| Torino 4 maggio 1977                           | Juventus  | 1 – 0 referto | Athletic Bilbao | Stadio Comunale (54 800 spett.) |
| \| \| \| \| \| Tardelli 14’ \| Marcatori \| \| |           |               |                 |                                 |
|                                                |           |               |                 |                                 |
| Tardelli 14’                                   | Marcatori |               |                 |                                 |

| Juventus | Athletic Bilbao |

|                     |    |                      |  |     |
|                     |    |                      |  |     |
| P                   | 1  | Dino Zoff            |  |     |
| D                   | 2  | Antonello Cuccureddu |  |     |
| D                   | 3  | Claudio Gentile      |  |     |
| C                   | 4  | Giuseppe Furino      |  |     |
| D                   | 5  | Francesco Morini     |  |     |
| D                   | 6  | Gaetano Scirea       |  |     |
| C                   | 7  | Franco Causio        |  |     |
| C                   | 8  | Marco Tardelli       |  |     |
| A                   | 9  | Roberto Boninsegna   |  | 40’ |
| C                   | 10 | Romeo Benetti        |  |     |
| A                   | 11 | Roberto Bettega      |  |     |
| Sostituzioni:       |    |                      |  |     |
| A                   | 12 | Sergio Gori          |  | 40’ |
| Allenatore:         |    |                      |  |     |
| Giovanni Trapattoni |    |                      |  |     |

|               |    |                        |     |
|               |    |                        |     |
| P             | 1  | José Ángel Iribar      |     |
| D             | 2  | José Ignacio Oñaederra |     |
| D             | 3  | Javier Escalza         |     |
| D             | 4  | Andoni Goikoetxea      | 50’ |
| D             | 5  | Agustín Guisasola      |     |
| C             | 6  | Ángel María Villar     |     |
| C             | 7  | Javier Irureta         |     |
| C             | 8  | José Ángel Rojo        |     |
| C             | 9  | José Ignacio Churruca  |     |
| A             | 10 | Dani                   |     |
| A             | 11 | José Francisco Rojo    |     |
|               |    |                        |     |
|               |    |                        |     |
| Allenatore:   |    |                        |     |
| Koldo Aguirre |    |                        |     |

### Ritorno
| Bilbao 18 maggio 1977                                               | Athletic Bilbao | 2 – 1 referto | Juventus | Stadio San Mamés (39 700 spett.) |
| \| \| \| \| \| Irureta 12’ Carlos 78’ \| Marcatori \| 7’ Bettega \| |                 |               |          |                                  |
|                                                                     |                 |               |          |                                  |
| Irureta 12’ Carlos 78’                                              | Marcatori       | 7’ Bettega    |          |                                  |

| Athletic Bilbao | Juventus |

|               |    |                       |  |     |
|               |    |                       |  |     |
| P             | 1  | José Ángel Iribar     |  |     |
| D             | 2  | José María Lasa       |  | 64’ |
| D             | 3  | Agustín Guisasola     |  |     |
| D             | 4  | José Ramón Alexanko   |  |     |
| D             | 5  | Javier Escalza        |  |     |
| C             | 6  | Ángel María Villar    |  |     |
| C             | 7  | José Ignacio Churruca |  |     |
| C             | 8  | Javier Irureta        |  |     |
| A             | 9  | José María Amorrortu  |  |     |
| A             | 10 | Dani                  |  |     |
| A             | 11 | José Francisco Rojo   |  |     |
| Sostituzioni: |    |                       |  |     |
| A             | 12 | Carlos Ruiz Herrero   |  | 64’ |
| Allenatore:   |    |                       |  |     |
| Koldo Aguirre |    |                       |  |     |

|                     |    |                      |     |     |
|                     |    |                      |     |     |
| P                   | 1  | Dino Zoff            |     |     |
| D                   | 2  | Antonello Cuccureddu |     |     |
| D                   | 3  | Claudio Gentile      | 87’ |     |
| C                   | 4  | Giuseppe Furino      |     |     |
| D                   | 5  | Francesco Morini     |     |     |
| D                   | 6  | Gaetano Scirea       |     |     |
| C                   | 7  | Franco Causio        |     |     |
| C                   | 8  | Marco Tardelli       | 70’ |     |
| A                   | 9  | Roberto Boninsegna   |     | 60’ |
| C                   | 10 | Romeo Benetti        | 63’ |     |
| A                   | 11 | Roberto Bettega      |     |     |
| Sostituzioni:       |    |                      |     |     |
| D                   | 13 | Luciano Spinosi      |     | 60’ |
| Allenatore:         |    |                      |     |     |
| Giovanni Trapattoni |    |                      |     |     |